# Riva del Po
Riva del Po es una comuna italiana perteneciente a la provincia de Ferrara de la región de Emilia-Romaña.
El actual municipio fue fundado el 1 de enero de 2019 mediante la fusión de las hasta entonces comunas separadas de Berra (la actual capital municipal) y Ro.
En 2022, el municipio tenía una población de 7420 habitantes.
Tal y como indica su nombre, su término municipal se extiende a lo largo de la margen derecha del río Po, en el tramo inmediatamente anterior a su entrada en el delta del Po, donde el río marca el límite con la vecina región del Véneto.